# Região Censitária de Nome
A Região Censitária de Nome é uma das 11 regiões localizada no estado americano do Alasca que faz parte do Distrito não-organizado, portanto não possui o poder de fornecer certos serviços públicos aos seus habitantes, que são fornecidos por distritos organizados e por condados. Como tal, não possui sede de distrito.
Possui uma área de 73,253 km², uma população de 9,196 habitantes e uma densidade demográfica de cerca de 0.12 hab/km². Sua maior cidade é Nome.

## Localidades
- Nome
- Brevig Mission
- Diomede
- Elim
- Golovin
- Koyuk
- Port Clarence
- Shaktoolik
- Shishmaref
- Stebbins
- Teller
- Unalakleet
- Wales
- White Mountain